# Verfahrensmechaniker in der Steine- und Erdenindustrie
Der Verfahrensmechaniker in der Steine- und Erdenindustrie ist ein staatlich anerkannter Ausbildungsberuf nach Berufsbildungsgesetz.

## Ausbildungsdauer und Struktur
Die Ausbildungsdauer zum Verfahrensmechaniker beträgt in der Regel drei Jahre. Die Ausbildung erfolgt an den Lernorten Betrieb und Berufsschule.
Der Beruf verfügt über die Fachrichtungen
- Baustoffe,
- Transportbeton,
- Gipsplatten oder Faserzement,
- Kalksandsteine oder Porenbeton,
- vorgefertigte Betonerzeugnisse sowie
- Asphalttechnik.

Die Fachrichtung Asphalttechnik ist im Jahr 2004 neu hinzugekommen. Hintergrund war, dass die technische Entwicklung von Maschinen und Verfahren zur Verarbeitung von Asphalt stark zugenommen hatten und mit den bisherigen Fachrichtungen nicht abgedeckt werden konnte.

## Arbeitsgebiete
Unabhängig von der gewählten Fachrichtung steuern und überwachen Verfahrensmechaniker in der Steine- und Erdenindustrie den  Herstellungsprozess, um  mineralische Rohstoffe in Baustoffe zu verwandeln. Sie arbeiten in Abbau- und Förderanlagen für die Gewinnung von Rohstoffen wie z. B.  Kalksteinbrüche oder Zement-, Kalk- und Gipswerken.